# 공공주택본부
공공주택본부(公共住宅本部)는 공공주택사업의 신속한 추진 및 효율적 지원을 위해 설립된 대한민국 국토교통부 소속기관으로 공공주택본부장은 고위공무원 가급(1급상당)의 국토교통부 주택토지실장이 겸임하며, 공공주택건설추진단장은 고위공무원 나급(2~3급 상당)으로 보한다. 국토교통부 소속 28인과 행정안전부 파견 15인 등 총 43인으로 구성되어 있다.

## 설립 근거
- 공공주택 특별법 제46조[3]

## 같이 보기
- 대한주택보증
- 한국토지주택공사
- 한국주택협회